# Chamaecrista kleinii
Chamaecrista kleinii är en ärtväxtart som först beskrevs av Robert Wight och George Arnott Walker Arnott, och fick sitt nu gällande namn av Vijendra Singh. Chamaecrista kleinii ingår i släktet Chamaecrista och familjen ärtväxter. Inga underarter finns listade i Catalogue of Life.